# What's Inside: Songs from Waitress
What's Inside: Songs from Waitress è il quinto album in studio della cantante statunitense Sara Bareilles, pubblicato nel novembre 2015 e scritto per il musical di Broadway Waitress basato sul film 2007 di Adrienne Shelly Waitress - Ricette d'amore.

## Tracce
Testi e musiche di Sara Bareilles.
1. What's Inside – 1:16
2. Opening Up – 3:19
3. Door Number Three – 2:54
4. When He Sees Me – 3:51
5. Soft Place to Land – 2:58
6. Never Ever Getting Rid of Me – 2:26
7. I Didn't Plan It – 3:25
8. Bad Idea (featuring Jason Mraz) – 3:26
9. You Matter to Me (featuring Jason Mraz) – 4:11
10. She Used to Be Mine – 4:10
11. Everything Changes – 3:38
12. Lulu's Pie Song – 1:11